# Myostatin

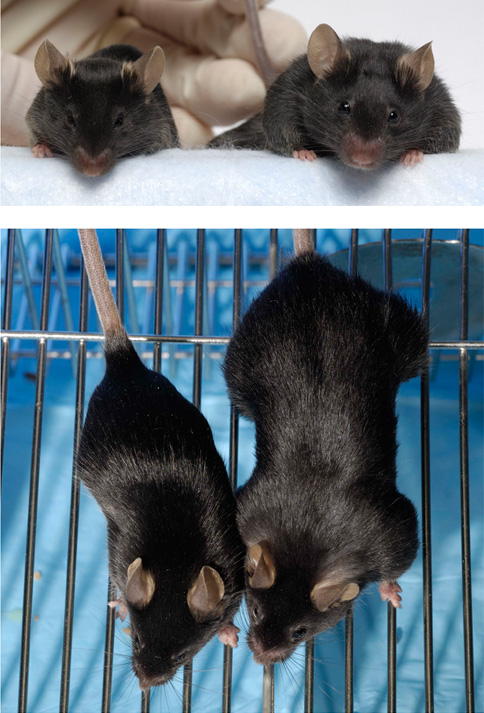
So sánh giữa những con chuột trong đó những con chuột cở lớn (bên phải) là đã bị loại bỏ Myostatin

Myostatin (còn được gọi là nhân tố tăng trưởng và biệt hóa số 8, tiếng Anh là Growth and differentiation factor 8, viết tắt là GDF-8) là một loại Myokine-một loại protein được sản xuất và giải phóng từ các tế bào cơ có tác dụng lên tế bào cơ để ức chế sự phát triển của tế bào cơ, ở con người, nó được mã hóa bởi gen MSTN. Gen myostatin trong số các alen tương ứng nếu có đột biến dẫn đến việc không thể tổng hợp được Myostatin và nếu có đột biến di truyền này làm giảm các yếu tố ức chế sự phát triển cơ bắp do đó có mức phát triển cơ bắp mạnh hơn và được gọi là chứng phì đại cơ bắp. Hy vọng rằng các nghiên cứu về myostatin có thể có ứng dụng điều trị trong điều trị các bệnh suy giảm cơ bắp như chứng loạn dưỡng cơ. Hội chứng này được phát hiện lần đầu tiên do công của tiến sĩ Se-Jin Lee và Alexandra McPherron là các nhà di truyền học tại Đại học Johns Hopkins trong một nghiên cứu trên chuột thí nghiệm vào năm 1997.
Khi gen tổng hợp protein GDF-8 bị loại bỏ, cơ bắp của những con chuột trở nên rất phát triển dẫn đến khối lượng cơ bắp nặng gấp đôi so với những đồng loại thông thường của chúng từ đó phát hiện ra rằng follostatin protein thứ hai liên quan đến sự phát triển của cơ bắp vốn được biến đổi gen ở những con chuột không có Myostatin, đồng thời tạo ra sự ức chế nang trứng quá mức giúp hiệu quả tăng trưởng cơ bắp gấp 4 lần so với chuột bình thường. Động vật trong tự nhiên cũng có đột biến GDF-8, sau khi con người nhận thấy những con vật nuôi trong nhà có mức phát triển cơ bắp bất thường thì đã lai tạo chúng để có được những tính trạng đồng hợp tử có thể di truyền ổn định, chẳng hạn như giống bò lang trắng xanh Bỉ (bò BBB) khi đột biến gen gây ra sự thiếu hụt Myostatin và làm tăng tốc độ phát triển cơ bắp của giống bò này, các nhà nghiên cứu đã phải tiến hành lai tạo rất lâu, chọn lọc từ những cá thể tốt nhất, sau đó tiến hành thụ tinh nhân tạo để giữ được loại gen quan trọng.